# Pseudochaeta robusta
Pseudochaeta robusta är en tvåvingeart som först beskrevs av Henry J. Reinhard 1924.  Pseudochaeta robusta ingår i släktet Pseudochaeta och familjen parasitflugor. Inga underarter finns listade i Catalogue of Life.